# Creed II
Creed II è un film del 2018 diretto da Steven Caple Jr..
La pellicola, con protagonisti Michael B. Jordan e Sylvester Stallone, è il sequel del film del 2015 Creed - Nato per combattere, spin-off della saga di Rocky Balboa, e riprende alcuni personaggi e vicende di Rocky IV (1985).

## Trama
Adonis Creed, figlio del celebre campione Apollo Creed, è un pugile professionista allenato dallo storico rivale prima e poi amico del padre, Rocky Balboa, sempre presente all'angolo del ring ad ogni incontro. Adonis continua la sua scalata verso il titolo mondiale e, grazie alla sua tecnica e velocità, conquista subito la cintura di campione del Mondo dei pesi massimi.
Parallelamente, in Ucraina, un altro pugile si fa notare per gli incontri vinti: è Viktor Drago, figlio del pugile russo Ivan Drago, sconfitto da Rocky in un incontro storico 30 anni prima e che aveva ucciso Apollo Creed in un incontro-esibizione. Il procuratore statunitense Buddy Marcelle nota le potenzialità del russo Viktor, ed intuisce la possibilità di organizzare ed assistere a ciò che sarebbe una sfida naturale per il circus, un incontro per il titolo mondiale dei pesi massimi tra Adonis e Viktor, ovvero Creed vs Drago II.
Nel frattempo Adonis, ora campione del mondo, cerca in quello che lui chiama affettuosamente "zio" Rocky, un consiglio per chiedere alla sua fidanzata di sposarlo. Lei è una cantante con problemi avanzati di udito, infatti riesce a sentire solo grazie all'ausilio di speciali apparecchi acustici. Creed riesce a trovare le parole per chiederle di fare il grande passo, e Bianca accetta con gioia.
Ivan Drago ed il figlio Viktor arrivano a Filadelfia, città natale di Rocky, e grazie a Marcelle iniziano ad utilizzare i media per provocare Adonis Creed, con lo scopo di organizzare subito un incontro per il titolo. Nel frattempo Ivan fa' visita a Rocky nel suo ristorante: il russo gli dice che per colpa sua, dopo la sconfitta, ha perso tutto: lavoro, rispetto della sua gente ed anche la moglie, ed è stato inoltre costretto a trasferirsi in Ucraina. Ha un figlio, ed il destino vuole che questi si incontri con Creed.
In un locale, vedendo in televisione immagini del passato dove il padre Apollo viene massacrato da Ivan Drago e del successivo vittorioso incontro di Rocky con il russo, Adonis si convince di accettare la sfida, perché vuole vendicare il padre defunto. Comunica immediatamente la sua decisione a Rocky, il quale cerca di farlo desistere dall'idea per paura che il ragazzo faccia la stessa fine di Apollo, senza però riuscire nell'intento. Allora Balboa con fermezza comunica ad Adonis che questa volta se la deve vedere da solo, che non lo allenerà e non sarà presente al suo angolo.
Creed comunque è determinato ed ostinato nel portare avanti la sua decisione, mettendosi alla ricerca di qualcun altro per essere allenato e seguito: si rivolge quindi al figlio di Tony Evers, storico allenatore di suo padre Apollo e successivamente dello stesso Rocky. Adonis decide di comunicare la sua decisione anche a Mary Anne, vedova di Apollo e propria madre adottiva: con difficoltà cerca le parole giuste per metterla al corrente. Lei nota che Bianca ha un aspetto diverso ed intuisce che la ragazza è incinta. Dopo l'iniziale perplessità, il test di gravidanza conferma che Bianca aspetta un bambino e la cosa lascia molti dubbi e paure, in quanto c'è la possibilità che il futuro nascituro nasca con la menomazione dell'udito come la madre, dal momento che potrebbe essere un disturbo ereditario.
Arriva il giorno dell'incontro: Rocky lo segue dalla TV del suo ristorante. Viktor Drago è devastante per Adonis: demolisce letteralmente il campione mettendolo al tappeto più volte e rompendogli anche le costole. Il russo commette però un grave fallo: infatti, sferra il pugno del KO finale mentre Creed è inginocchiato, stordito. Egli viene quindi squalificato, e Adonis conserva così il titolo. Creed lascia il ring privo di sensi e si risveglia in ospedale. Rocky lo và a trovare, ma viene cacciato in malo modo e, comprendendo lo stato di rabbia del ragazzo, se ne va dicendo che gli dispiace.
Passano i mesi, durante i quali Creed effettua una lunga riabilitazione fisica ma, mentre il suo corpo guarisce, la sua mente rimane traumatizzata. Nel frattempo, Bianca porta a termine la gravidanza e partorisce una bambina, Amara, che, dai primi controlli, risulta avere lo stesso problema d'udito della madre. Oberato da tutti questi pensieri e problemi, Adonis non riesce nemmeno più ad entrare in palestra ad allenarsi rischiando, dopo la sua lunga inattività, di perdere il titolo di campione se non effettua immediatamente un incontro per difenderlo. Viktor e Ivan Drago continuano, tramite i media, a dire di voler ripetere l'incontro perché, nonostante Viktor fosse stato squalificato, in realtà il russo avrebbe vinto nettamente ai punti, se non quasi per KO.
Una sera Creed rimane a casa da solo con la sua bambina e, non riuscendo a farla smettere di piangere, esce e và con lei in palestra. Lì riprende il contatto con il sacco e sfoga tutta la sua frustrazione e rabbia sferrando una serie di pugni allo stesso. Decide così di accettare la nuova sfida lanciatagli da Viktor Drago. Intanto, la madre di Adonis aveva scritto una lettera a Rocky, chiedendogli di aiutare il figlio. Balboa non esita e si fa trovare a casa di Creed al suo rientro; si chiariscono ed insieme decidono di affrontare il russo. Questa volta Rocky sarà al suo fianco, ma chiede ad Adonis un cambiamento radicale di mentalità e nel modo di allenarsi. L'incontro questa volta sarà in Russia e, per non rischiare di finire all'ultimo round con una decisione ai punti da parte di un arbitro russo è necessario sconfiggere Viktor prima della fine del match per KO.
Nel frattempo, in Russia, Viktor Drago e suo padre vengono riaccolti come trionfanti e durante una cena coi vertici della società, Ivan incontra la sua ex moglie. Viktor, disgustato dal comportamento della donna nei confronti suoi e del padre, esorta Ivan a abbandonare la tavolata assieme a lui, poiché si tratta delle stesse persone che anni prima lo cacciarono dal paese.
Ivan ribadisce al figlio che lui aveva perso e perciò se lo è meritato poiché ha disonorato il paese, mentre Viktor vincerà.
Per prepararsi al match, Balboa porta Creed in una zona desertica per allenarsi, dove vanno i pugili che si devono ritrovare. La preparazione stavolta è completamente diversa: niente palestra, bensì più corsa, resistenza, scontri ravvicinati, aumento della forza e della capacità di incassare e sopportare il dolore. L'allenamento è estenuante, ma Adonis arriva al giorno dell'incontro perfettamente in forma, sia fisica che mentale. Stavolta ha trovato il vero motivo per combattere: non per rabbia né per vendetta, semplicemente per se stesso.
Già dai primi round si intuisce che stavolta per Viktor non sarà così semplice: Creed è veloce e potente, ma incassa molto bene i pugni devastanti del russo. Nonostante l'equilibrio iniziale, Drago inizia a prendere il sopravvento e mette al tappeto Creed che però si rialza subito. Tra un round ed un altro, Ivan dice al figlio di rompere nuovamente le costole ad Adonis. Una volta ricominciato l'incontro, Viktor segue il consiglio del padre sferrando colpi micidiali al costato di Adonis, che cade al tappeto nuovamente con dolori lancinanti. Ma stavolta la motivazione dona nuove energie a Creed il quale si rialza, ribalta la situazione e stende il russo.
L'ex moglie di Ivan, madre di Viktor, è presente con il nuovo marito tra il pubblico dall'inizio dell'incontro ma, vedendo che il figlio sta cedendo ed è ormai scontata una sua sconfitta, abbandona il match prima della fine lasciando la sedia vuota. Nel frattempo Drago si riprende e ricomincia a combattere, ma ormai Creed ha preso le redini dell'incontro e riesce, con una combinazione di colpi potentissimi, a rispedire il russo a terra. Viktor cerca di rialzarsi nuovamente ma, accorgendosi che la madre se ne è andata, perde gli ultimi stimoli e l'ultima eventuale motivazione per rialzarsi. Nonostante ciò si rialza, ma continua ad incassare colpi da parte di Creed e, per salvare la vita del figlio, Ivan comprende infine le parole che il figlio gli ha rivolto qualche sera prima e dall'angolo getta la spugna; anche se Viktor prova vergogna, il padre lo rassicura dicendogli che va bene così. Creed si riconferma campione del mondo dei pesi massimi. 
Dopo qualche giorno, Ivan e Viktor si allenano insieme mostrando un vero legame; Adonis si reca alla tomba del padre Apollo per salutarlo e presentargli Bianca e la piccola Amara; Rocky trova il coraggio, dopo anni di silenzio, di andare a bussare alla porta di casa del figlio Robert per riabbracciarlo e soprattutto per conoscere Logan, il nipotino mai visto.

## Produzione
L'11 gennaio 2016 Gary Barber, amministratore delegato della Metro-Goldwyn-Mayer, in un'intervista per Variety, annuncia l'avvio della produzione del film, fissando inizialmente la data di uscita al novembre 2017.
Il budget del film è stato di 50 milioni di dollari.

### Regia
All'annuncio del progetto viene comunicato che il regista Ryan Coogler potrebbe non tornare dietro la macchina da presa visti i suoi impegni col film Black Panther. Coogler farà parte del progetto come produttore esecutivo.
Nell'ottobre 2017, Sylvester Stallone annuncia che sarà lui stesso a dirigere e produrre il sequel, ma l'11 dicembre dello stesso anno lo stesso Stallone annuncia che la regia del sequel viene affidata al giovane Steven Caple Jr., spiegando che "fa parte della stessa generazione di Adonis Creed e può quindi rendere la storia più realistica".

### Sceneggiatura
Nel luglio 2017, attraverso il suo profilo Instagram, Stallone annuncia la fine della stesura della sceneggiatura del film.

### Casting
Il 4 gennaio 2016, Stallone annuncia la possibilità del ritorno di Milo Ventimiglia nei panni di Robert Balboa, dopo che lo stesso Ventimiglia, nel 2013, si era detto interessato a tornare se la produzione glielo avesse chiesto.
Nel luglio 2017, Stallone annuncia il ritorno di Ivan Drago nella serie, interpretato sempre da Dolph Lundgren.
Il 15 gennaio 2018 il pugile e kickboxer romeno Florian Munteanu entra nel cast nel ruolo di Viktor Drago, figlio di Ivan. Il 2 aprile 2018 viene annunciato il ritorno di Tessa Thompson, Phylicia Rashād, Wood Harris e Andre Ward, già presenti nel primo film, mentre Russell Hornsby entra nel cast.

### Riprese
Le riprese del film iniziano nel marzo 2018 a Filadelfia; vengono effettuate anche a Deming (in Nuovo Messico) e terminano l'8 giugno dello stesso anno.

## Colonna sonora
Creed II vanta due colonne sonore: la prima, realizzata con brani creati dal produttore hip hop Mike Will Made It e la seconda, colonna sonora originale prodotta da Ludwig Göransson.

## Promozione
Il 19 giugno 2018 viene diffuso il primo poster del film, anche nella versione italiana, mentre il trailer il giorno seguente, 20 giugno.

## Distribuzione
La première della pellicola è avvenuta il 14 novembre 2018 a New York con la presenza del cast principale; il film è stato distribuito nelle sale cinematografiche statunitensi a partire dal 21 novembre 2018, ed in quelle italiane dal 24 gennaio 2019.
Si tratta del primo film della serie di Rocky ad essere distribuito nelle sale cinematografiche cinesi, dopo che tutti i capitoli precedenti sono arrivati in video on demand, home video o streaming.

## Accoglienza

### Incassi
Durante le anteprime del martedì, il film ha incassato 3,7 milioni di dollari, piazzandosi al secondo posto dietro a Ralph spacca Internet (3,8 milioni); l'incasso è uno dei migliori di sempre per le anteprime del weekend del giorno del ringraziamento.
Nel primo weekend di programmazione nelle sale statunitensi il film si posiziona al secondo posto del botteghino con un incasso di 55,8 milioni di dollari, al di sopra delle aspettative iniziali, battendo l'incasso del primo film (42,1 milioni). Nel secondo weekend statunitense si posiziona al terzo posto con un incasso di 16,8 milioni di dollari arrivando ad un totale di 81,1 milioni.
Il film ha incassato 115,7 milioni di dollari nel Nord America e 98,4 nel resto del mondo, per un incasso totale che supera i 214,1 milioni di dollari.

### Critica
Il film è stato accolto positivamente dalla critica. Le prime recensioni dopo la première sono tutte positive: indiewire.com dà una B al film, mentre Variety lo promuove così come thewrap.com.
Sull'aggregatore di recensioni Rotten Tomatoes il film riceve l'83% delle recensioni professionali positive con un voto medio di 6,9 su 10 basato su 310 critiche; su Metacritic ottiene un punteggio di 66 su 100, basandosi su 45 critiche mentre su CinemaScore riceve una A.
Per Variety il film "è stato realizzato con cuore e abilità", lodando il grande impegno di Jordan, mentre secondo Entertainment Weekly "il regista ha realizzato uno stimolante racconto di padri e figli, pentimento e redenzione, solitudine e famiglie – le sottili tematiche che hanno sempre spinto in avanti i film della serie"; ThePlaylist descrive il film come "coinvolgente, emozionante, appassionante e che intrattiene" mentre indieWIRE ritiene che "sia Creed che questo sequel aiutano a riscoprire l'eccitazione nonostante sappiamo già cosa aspettarci".

### Primati
Il film ha segnato vari record al botteghino:
- miglior debutto per un film live-action nel weekend del giorno del ringraziamento[1]
- miglior debutto per un film drammatico sportivo[1]
- miglior debutto per un film sul pugilato[1]
- miglior debutto per un film della saga di Rocky[30]

## Riconoscimenti
- 2018 – North Texas Film Critics Association
  - Candidatura per la migliore attrice non protagonista a Tessa Thompson
- 2019 – Black Reel Awards
  - Candidatura per il miglior attore a Michael B. Jordan
  - Candidatura per la miglior colonna sonora a Ludwig Göransson
- 2019 – Central Ohio Film Critics Association Awards
  - Candidatura per la migliore attrice a Tessa Thompson
- 2019 – Nickelodeon Kids' Choice Awards[31]
  - Candidatura per il picchiatore preferito dal pubblico a Michael B. Jordan
- 2019 – Santa Barbara International Film Festival
  - Cinema Vanguard Award a Michael B. Jordan

## Sequel
Nel marzo 2021 viene confermato il sequel: il film è stato distribuito in Italia dalla Eagle Pictures in contemporanea con l'uscita nelle sale statunitensi il 2 marzo 2023 ed ha segnato il debutto alla regia per Michael B. Jordan.